# Moechotypa asiatica
Moechotypa asiatica es una especie de escarabajo longicornio del género Moechotypa, tribu Ceroplesini, subfamilia Lamiinae. Fue descrita científicamente por Pic en 1903.

## Descripción
Mide 17-18 milímetros de longitud.

## Distribución
Se distribuye por China, India, Laos, Birmania, Nepal y Tailandia.